# Arcidiocesi di Lubiana

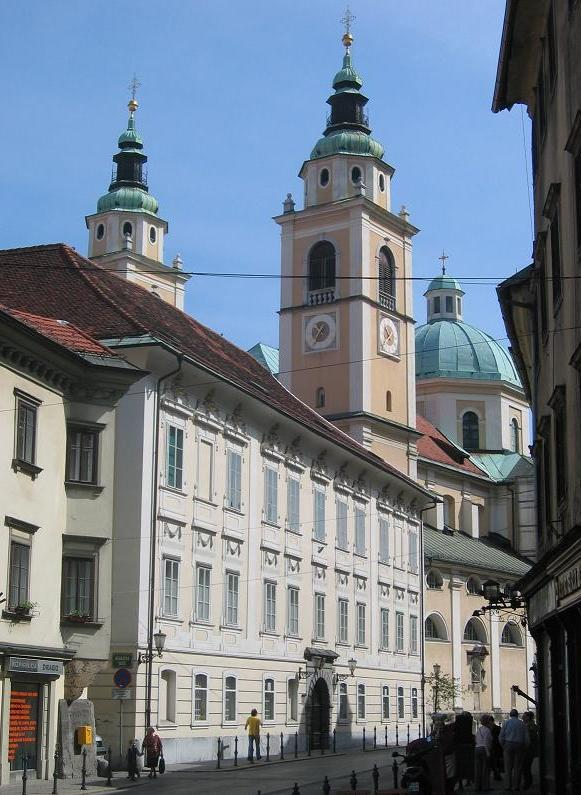
Il palazzo episcopale di Lubiana.

L'arcidiocesi di Lubiana (in latino Archidioecesis Labacensis) è una sede metropolitana della Chiesa cattolica in Slovenia. Nel 2023 contava 543.470 battezzati su 822.580 abitanti. È retta dall'arcivescovo Stanislav Zore, O.F.M.

## Territorio
L'arcidiocesi è situata nella parte centrale della Slovenia.
Sede arcivescovile è la città di Lubiana, dove si trova la cattedrale di San Nicola (Stolna cerkev sv. Nikolaja). Nell'arcidiocesi sorgono due basiliche minori: Santa Maria Addolorata di Stična, nel comune di Ivančna Gorica e Santa Maria Ausiliatrice a Brezje, nel comune di Radovljica.
Il territorio si estende su 5608 km² ed è suddiviso in 222 parrocchie.

### Provincia ecclesiastica
La provincia ecclesiastica di Lubiana, istituita nel 1968, comprende le seguenti suffraganee:
- diocesi di Capodistria
- diocesi di Novo Mesto

## Storia
Un'antica diocesi fu fondata nel IV secolo quando la città di Lubiana si chiamava Emona, e il vescovo Massimo è ricordato nel 381 quando partecipò al concilio di Aquileia. All'epoca la diocesi era suffraganea del patriarcato di Aquileia. In seguito alla distruzione della città nell'VIII secolo i vescovi, secondo l'opinione storica più diffusa, si trasferirono sulla costa istriana e posero la loro sede a Cittanova, dove fu istituita una nuova diocesi, la diocesi di Cittanova.
La diocesi di Lubiana fu eretta il 6 dicembre 1461. Era originariamente suffraganea del patriarcato di Aquileia, ma la subordinazione del vescovo di Lubiana al metropolita aquileiese, prevista dalla bolla di fondazione dell'imperatore Federico III, non fu rispettata. I vescovi di Lubiana non furono mai confermati dal patriarca di Aquileia,  ma sempre dal papa. Papa Pio II confermò l'erezione della diocesi il 9 settembre 1462 con la bolla Romanus pontifex, rendendola tuttavia immediatamente soggetta alla Santa Sede.
L'8 marzo 1788 fu elevata al rango di arcidiocesi metropolitana con la bolla In universa gregis di papa Pio VI avendo come suffraganee le diocesi unite di Segna e Modruš e la nuova diocesi di Gradisca; a quest'ultima si sostituì nel 1791, la diocesi di Gorizia e Gradisca e si aggiunse, sempre nel 1791, la diocesi di Trieste. Tuttavia, il 19 agosto 1807 fu declassata a diocesi immediatamente soggetta alla Santa Sede con la bolla Quaedam tenebrosa di papa Pio VII.
Il 27 luglio 1830 per effetto della bolla Insuper eminenti di papa Pio VIII divenne suffraganea dell'arcidiocesi di Gorizia.
Il 20 febbraio 1932 in seguito alla bolla Quo Christi fideles di papa Pio XI cedette la parrocchia di Fusine in Valromana all'arcidiocesi di Udine, i decanati di Idria e Vipacco all'arcidiocesi di Gorizia e il decanato di Postumia alla diocesi di Trieste.
Negli anni precedenti la seconda guerra mondiale la diocesi divenne immediatamente soggetta alla Santa Sede.
Il 13 dicembre 1961, con la lettera apostolica Clarissimae tamquam, papa Giovanni XXIII ha proclamato i Santi Cirillo e Metodio patroni principali della diocesi, e i Santi Ermagora e Fortunato patroni secondari.
Il 22 dicembre 1961 è stata elevata nuovamente al rango di arcidiocesi con la bolla Quandoquidem di papa Giovanni XXIII.
Il 22 novembre 1968 l'arcidiocesi è tornata ad essere sede metropolitana per effetto della bolla Quisquis cum animo di papa Paolo VI.
Il 7 aprile 2006 ha ceduto una porzione del suo territorio a vantaggio dell'erezione della diocesi di Novo Mesto.
Nella stessa data la diocesi di Maribor, che era suffraganea di Lubiana, è stata elevata ad arcidiocesi metropolitana.

## Cronotassi dei vescovi
Si omettono i periodi di sede vacante non superiori ai 2 anni o non storicamente accertati.
- Sigmund von Lamberg † (6 giugno 1463 - 8 giugno 1488 deceduto)
  - Sede vacante (1488-1494)
- Christophorus Rauber † (28 febbraio 1494 - 26 ottobre 1536 deceduto)[8]
- Franz Kazianer † (11 aprile 1537 - 31 marzo 1543 deceduto)
- Urban Textor † (19 dicembre 1543 - 1558 deceduto)
- Peter von Seebach † (2 ottobre 1560 - 1571 deceduto)
- Konrad Adam Glušič † (17 ottobre 1571 - 1578 deceduto)
  - Baltazar Radlič † (15 maggio 1579 - 19 luglio 1579 deceduto) (vescovo eletto)
- Janez Tavčar † (20 maggio 1580 - 24 agosto 1597 deceduto)
- Thomas Chrön (Tomaž Hren) † (29 marzo 1599 - 10 febbraio 1630 deceduto)
- Rinaldo Scarlicchio † (13 novembre 1630 - 7 dicembre 1640 deceduto)
- Otto Friedrich von Puchheim † (15 aprile 1641 - 3 aprile 1664 deceduto)
- Giuseppe Antonio Rabatta † (23 giugno 1664 - 18 febbraio 1683 deceduto)
- Sigismund Christoph von Herberstein † (21 aprile 1683 - 18 luglio 1701 dimesso)
- Franz Ferdinand von Kuenburg † (18 luglio 1701 - 10 aprile 1711 nominato arcivescovo di Praga)
- Franz Karl von Kaunitz-Rietberg † (12 aprile 1711 - 25 settembre 1717 deceduto)
- Wilhelm von Leslie † (5 gennaio 1718 - 4 aprile 1727 deceduto)
- Sigismund Felix von Schrattenbach † (14 luglio 1727 - 12 giugno 1742 deceduto)
- Ernst Amadeus Thomas von Attems † (6 ottobre 1742 - 5 dicembre 1757 deceduto)
- Leopold Josef Hannibal Petazzi de Castel Nuovo † (22 settembre 1760 - 22 novembre 1772 deceduto)
- Karl Johann von Herberstein † (28 novembre 1772 - 7 ottobre 1787 deceduto)
- Michael Léopold Brigido † (7 aprile 1788 - 23 marzo 1807 nominato arcivescovo, titolo personale, di Spiš)
- Anton Kautschitz † (15 luglio 1807 - 17 marzo 1814 deceduto)
- Augustin Johann Joseph Gruber † (26 giugno 1815 - 16 febbraio 1823 nominato arcivescovo di Salisburgo)
- Anton Alois Wolf † (27 febbraio 1824 - 7 febbraio 1859 deceduto)
- Bartholomäus Widmer (Jernej Vidmar) † (23 marzo 1860 -30 settembre 1872 dimesso)
  - Sede vacante (1872-1875)
- Johann Chrysostomos Pogacar (Janez Zlatoust Pogačar) † (10 agosto 1875 - 25 gennaio 1884 deceduto)
- Jakob Missia † (10 novembre 1884 - 24 marzo 1898 nominato arcivescovo di Gorizia e Gradisca)
- Anton Bonaventura Jeglič † (24 marzo 1898 - 17 maggio 1930 dimesso[9])
- Gregorij Rožman † (17 maggio 1930 - 16 novembre 1959 deceduto)
- Anton Vovk † (26 novembre 1959 - 6 luglio 1963 deceduto)
- Jožef Pogačnik † (2 marzo 1964 - 23 febbraio 1980 ritirato)
- Alojzij Šuštar † (23 febbraio 1980 - 5 marzo 1997 ritirato)
- Franc Rodé, C.M. (5 marzo 1997 - 11 febbraio 2004 nominato prefetto della Congregazione per gli istituti di vita consacrata e le società di vita apostolica)[10]
- Alojzij Uran † (25 ottobre 2004 - 28 novembre 2009 dimesso)
- Anton Stres, C.M. (28 novembre 2009 - 31 luglio 2013 dimesso)[11]
- Stanislav Zore, O.F.M., dal 4 ottobre 2014

## Statistiche
L'arcidiocesi nel 2023 su una popolazione di 822 580 persone contava 543 470 battezzati, corrispondenti al 66,1% del totale.
| anno | popolazione | popolazione | popolazione | presbiteri | presbiteri | presbiteri | presbiteri                | diaconi | religiosi | religiosi | parrocchie |
| anno | battezzati  | totale      | %           | numero     | secolari   | regolari   | battezzati per presbitero | diaconi | uomini    | donne     | parrocchie |
| ---- | ----------- | ----------- | ----------- | ---------- | ---------- | ---------- | ------------------------- | ------- | --------- | --------- | ---------- |
| 1950 | 520 000     | 521 571     | 99,7        | 790        | 614        | 176        | 658                       |         | 326       | 1 310     | 285        |
| 1970 | 650 584     | 697 000     | 93,3        | 450        | 315        | 135        | 1 445                     | 1       | 293       | 723       | 290        |
| 1980 | 700 000     | 808 000     | 86,6        | 522        | 363        | 159        | 1 340                     |         | 271       | 720       | 288        |
| 1990 | 718 966     | 884 172     | 81,3        | 528        | 359        | 169        | 1 361                     | 6       | 266       | 610       | 300        |
| 1999 | 703 450     | 883 175     | 79,7        | 541        | 365        | 176        | 1 300                     | 5       | 251       | 553       | 305        |
| 2000 | 707 417     | 885 628     | 79,9        | 559        | 384        | 175        | 1 265                     | 5       | 248       | 557       | 306        |
| 2001 | 710 877     | 892 686     | 79,6        | 551        | 378        | 173        | 1 290                     | 6       | 232       | 566       | 306        |
| 2002 | 733 394     | 905 829     | 81,0        | 562        | 388        | 174        | 1 304                     | 5       | 231       | 582       | 306        |
| 2003 | 715 084     | 906 430     | 78,9        | 563        | 388        | 175        | 1 270                     | 4       | 231       | 540       | 306        |
| 2004 | 715 000     | 914 684     | 78,2        | 576        | 398        | 178        | 1 241                     | 4       | 234       | 525       | 306        |
| 2012 | 561 600     | 772 106     | 72,7        | 431        | 288        | 143        | 1 303                     | 21      | 179       | 380       | 234        |
| 2013 | 554 417     | 776 336     | 71,4        | 428        | 288        | 140        | 1 295                     | 21      | 189       | 357       | 234        |
| 2016 | 553 661     | 791 351     | 70,0        | 418        | 280        | 138        | 1 324                     | 20      | 176       | 315       | 234        |
| 2019 | 545 111     | 800 585     | 68,1        | 393        | 255        | 138        | 1 387                     | 19      | 165       | 294       | 234        |
| 2021 | 549 129     | 814 204     | 67,4        | 396        | 257        | 139        | 1 386                     | 20      | 162       | 276       | 222        |
| 2023 | 543 470     | 822 580     | 66,1        | 377        | 251        | 126        | 1 441                     | 19      | 158       | 260       | 222        |